# 博彦满都
博彦满都（1894年—1980年11月9日），又名包豹臣、包云蔚，蒙古族，哲里木盟科尔沁左翼前旗（今内蒙古通辽和辽宁沈阳一带）人，中華民国大陆时期、滿洲國、中華人民共和国的内蒙古政治家。

## 生平
博彦满都出生在哲里木盟科尔沁左翼前旗。幼年在奉天蒙文学堂、奉天筹边专门学校念書。毕业后，他在奉天蒙文报馆任编辑，后在郑家屯的辽宁省洮昌道尹公署任科员，其後又任辽宁省立第四中学蒙文教员兼本道署清乡督办公署督察长。
1925年，他在张家口参加内蒙古人民革命党成立大会，任該黨中央候补执行委员，並任哲里木盟党支部负责人。1929年，他參與发起蒙古平民同志会，並任副会长。1930年，他出席南京国民政府召集的蒙古会议。
1932年（大同元年）4月，博彦滿都任滿洲国興安南省民政廳長。1942年（康德9年）4月，他升任興安南省省長。翌年10月，興安總省成立，他任興安總省省長，直到滿洲国滅亡。期間，博彦滿都庇護過中国共産党人士並給以資助。
滿洲国滅亡後，1945年8月，他和哈丰阿等人组织内蒙古人民解放委员会，并参与恢复内蒙古人民革命党。1946年（民国35年），博彦滿都和蒙古族上層人物在興安盟葛根廟成立東蒙古人民自治政府，博彦滿都任主席。4月，博彦滿都参加内蒙古自治运动统一会议，此後該政府與烏蘭夫組織的内蒙古自治運動聯合會合流，博彦滿都任内蒙古自治运动联合会副主席。
1947年内蒙古自治区成立，博彦滿都参加。此後，他歷任内蒙古自治政府第1屆臨時参議会議長、内蒙古自治区人民政府委員、参事室主任、内蒙古自治区政協常務委員、中国人民政治協商会議全国委員会第二至五屆委員。
1980年博彦滿都在呼和浩特去世。享年87嵗。

### 引用
1. 1 2 3 4 5 6  .   [2011-11-04]. （原始内容存档于2020-08-09）.

### 书籍
- 徐友春主編. . 河北人民出版社. 2007. ISBN 978-7-202-03014-1.
- 劉寿林 編. . 中華書局. 1995. ISBN 7-101-01320-1.

| 滿洲國政府职务         | 滿洲國政府职务                               | 滿洲國政府职务                          |
| ---------------------- | -------------------------------------------- | --------------------------------------- |
| 前任： 寿明阿          | 兴安南分省省长 1942年4月 - 1943年10月        | 职务撤销                                |
| 新頭銜                 | 興安總省省长 1943年10月 - 1945年8月          | 职务撤销                                |
| 東蒙古人民自治政府職務 |                                              |                                         |
| 新頭銜                 | 東蒙古人民自治政府主席 1946年1月 - 1946年5月 | 組織撤銷 原因：併入内蒙古自治運動聯合会 |